# Église de Jésus de Riga
L'église de Jésus (letton : Rīgas Jēzus evaņģēliski luteriskā baznīca) est un édifice religieux de l'église évangélique-luthérienne de Riga, capitale de Lettonie. 
C'est l'un des édifices néoclassiques majeurs de la ville et le plus grand construit en bois que l'on puisse trouver de ce style dans les pays baltes.

## Historique

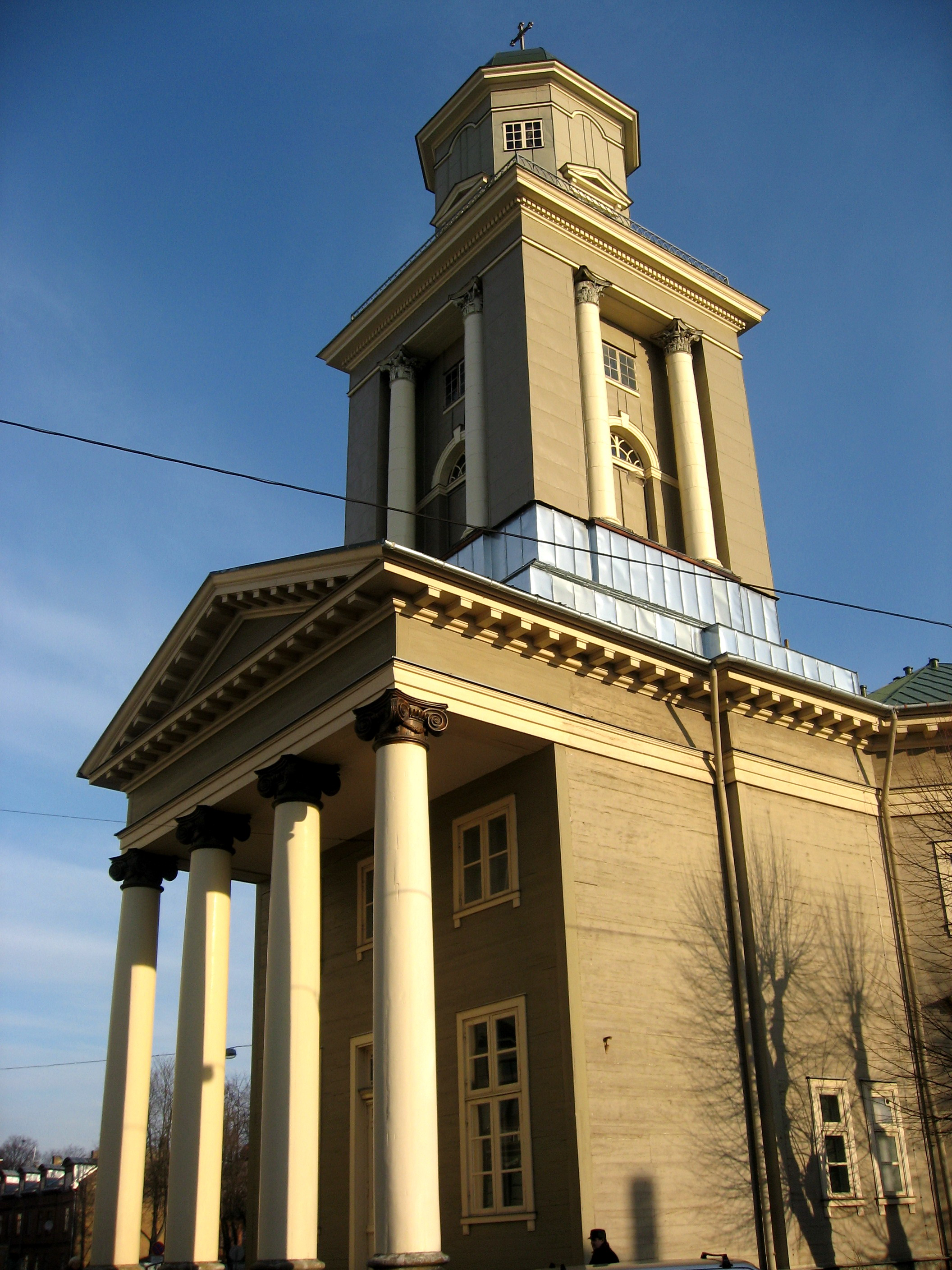
Portique d'entrée sous le clocher

Une première église baroque est construite en 1688 sur les ruines d'une ancienne église, à l'époque de l'administration suédoise de la Livonie, selon les plans de l'architecte Rupert Bindens, mais elle est démolie après avoir été endommagée par les troupes du maréchal Cheremetiev en 1710. Une autre est construite en 1733, mais elle est détruite par un incendie dû à la panique déclenchée par l'approche des troupes napoléoniennes commandées par le maréchal Macdonald, qui ravage tout le faubourg en 1812.
L'église actuelle est l'œuvre de l'architecte allemand de la Baltique Christian Friedrich Breitkreutz (1780-1820) qui construisit d'autres édifices de ce style à Riga. Le gouverneur-général Paulucci (1779-1849) donne son accord pour la construction qui a lieu de 1818 à 1822.

## Architecture
L'église est de plan octogonal centré, d'une largeur de 26,8 mètres, avec quatre avant-corps à fronton triangulaire formant différentes façades, chacune étant décorée d'un portique tétrastyle à pilastres ioniques, l'entrée principale étant décorée quant à elle de colonnes ioniques. Elle est surplombée d'un clocher de 37 mètres de hauteur, à trois niveaux, couronné d'une petite coupole. Une grande coupole, cachée par le toit, est construite à l'intérieur au milieu de l'édifice, soutenue par huit colonnes ioniques. 
L'intérieur de l'église est restauré en 1938.